# SUBurbani 1997-2004
SUBurbani 1997-2004 è un album non ufficiale dei Subsonica pubblicato dalla Mescal in contemporanea a Terrestre della EMI.
Si tratta di un best of non approvato dal gruppo, pubblicato dopo il trasferimento alla EMI Italia da parte del gruppo, rompendo bruscamente il contratto con la precedente etichetta che prevedeva la produzione di altri due album prima della rescissione del contratto. 
I Subsonica per rispettare il contratto presentarono alla Mescal due album strumentali (mai pubblicati) che la casa discografica definì "album con soli rumori".
Per ripicca venne pubblicato SUBurbani per simboleggiare ufficialmente l'ultimo tentativo di sfruttamento del nome Subsonica da parte della Mescal.
L'album contiene grandi successi del gruppo più due canzoni apparse solo nei singoli: 
Liberi tutti (Subsonica remix) apparso nel singolo di Liberi tutti dell'album Microchip emozionale e Fiumi urbani del singolo Preso Blu dell'album Subsonica.

## Tracce
1. Albascura
2. Istantanee
3. Eva-Eva
4. L'errore
5. Come se
6. Colpo di pistola
7. Aurora Sogna
8. Nuova ossessione
9. Strade
10. Preso blu
11. Sole silenzioso
12. Il mio DJ (Coccoluto remix)
13. Fiumi urbani
14. Liberi tutti (Subsonica remix)

## Formazione
- Samuel - voce principale
- Max - voce e chitarra
- Boosta - voce e tastiera
- Ninja - batteria
- Vicio - basso

## Classifiche
| Classifica (2005) | Posizione massima |
| ----------------- | ----------------- |
| Italia            | 60                |